# Becquigny, Somme

Becquigny este o comună în departamentul Somme, Franța. În 1 ianuarie 2022 avea o populație de 116 de locuitori.